# استیون مرکوریو
استیون مرکوریو (انگلیسی: Steven Mercurio؛ زادهٔ ۱۹۵۶ میلادی) آهنگساز، موسیقی‌دان و رهبر ارکستر اهل ایالات متحده آمریکا است.
از فیلم‌هایی که وی در آن‌ها نقش داشته‌است، می‌توان به اسرار دانته اشاره نمود.